# Dan Stupar
Dan Stupar (n. 27 noiembrie 1967, Arad, România) este un fost fotbalist român și antrenor. A jucat la echipe precum UTA Arad, Debreceni DVSC, Politehnica Timișoara și ACU Arad.
Cariera de antrenor a început-o la Politehnica Timișoara în 2002. A mai antrenat echipele ACU Arad, UTA Arad, Arieșul Turda, Național Sebiș, UTA Arad U19 (unde a obținut rezultate excelente câștigând Cupa și Supercupa României).